# Presidentvalet i Chile 1836
Presidentvalet i Chile 1836 genomfördes med ett system med elektorer, och vann gjorde José Joaquín Prieto som därmed valdes om. Oppositionen var mycket liten.

## Resultat
| Kandidater          | Röster | %      |
| José Joaquín Prieto | 143    | 91.08% |
| ------------------- | ------ | ------ |
| José Miguel Infante | 11     | 7.01%  |
| José Manuel Borgoño | 2      | 1.27%  |
| Diego Portales      | 1      | 0.64%  |
| Totalt              | 157    | 100%   |

Källa: 